# Antrobot
Els antrobots són els primers robots biològics vius (biobots) formats totalment per cèl·lules humanes (traqueals) , i suposen un gran avanç biotecnològic, tal com s'hi descriu a l'article «Motile Living Biobots Self-Construct from Adult Human Somatic Progenitor Seed Cells» publicat el 30 de novembre de 2023 a la revista Advanced Science per part d'un grup d'investigadors de la Universitat Tufts de Medford (Massachusetts) i de l'Institut Wyss de la Universitat Harvard, encapçalats per Michael Levin i la seua doctoranda Gizem Gumuskaya.
El treball és continuació d'una investigació anterior feta al laboratori «The Levin Lab», pel mateix Levin de la Universitat Tufts (Departament de Biologia), i per Josh Bongard, de la Universitat de Vermont (Departament Ciències de la Computació), on es descriu com al laboratori van crear els primers robots vius, robots biològics multicel·lulars a partir de cèl·lules embrionàries de granota amb ungles africana (Xenopus laevis), als que anomenaren xenobots.

Granota amb ungles africana.

Aquests xenobots foren capaços de navegar per corredors, registrar informació, auto-guarir-se de lesions, auto-replicar-se unes poques voltes o replegar material. Aquest descobriment els va plantejar la qüestió de si era un fet replicable en cèl·lules d'altres espècies.
L'antrobot és una plataforma de robot biològic multicel·lular en forma d'esferoide. Cada antrobot comença com una única cèl·lula, derivada del pulmó humà adult, car no cal que siga embrionària ni haver estat modificada genèticament, tal com Levin i Gumuskaya van descobrir, que després de ser cultivada en matriu extracel·lular durant 2 setmanes i transferida a un hàbitat mínimament viscós, s'auto-construeix en un biobot mòbil multicel·lular. L'adequació per part dels científics de les condicions de creixement, aconseguí que els cilis cel·lulars, que originalment netejaven les vies respiratòries del cos, es mogueren de l'interior a l'exterior de l'esferoide, per acabar en convertir-se en sistema de propulsió pels antrobots, fet que va permetre la seua mobilitat de manera autònoma, com dies després es va comprovar.
Els antrobots presenten comportaments diversos amb patrons de motilitat. L'equip, amb l'ajut de Simon Garnier de l'Institut de Tecnologia de Nova Jersey, va caracteritzar els diferents tipus d'antrobots produïts. Les investigacions anatòmiques revelen que aquesta diversitat de comportament està significativament correlacionada amb la seva diversitat morfològica, amb una mida que variava entre 30 i 500 nm i velocitats que oscil·laven entre 5 i 50 micres s−1. Els antrobots assumien morfologies amb cossos totalment polaritzats o totalment ciliats i formes esfèriques o el·lipsoidals, cadascuna relacionada amb un tipus de moviment diferent. Es movien en línia recta, en cercles tancats, o com una combinació d'ambdós. Els esfèrics, totalment ciliats normalment s'anquejaven.
A diferència dels xenobots, que no derivaven de cèl·lules humanes i, per tant, amb aplicacions mèdiques limitades, els antrobots si posseïxen potencial terapèutic.
Per provar el potencial terapèutic en la placa de laboratori, es combinaren varis antrobots que varen auto-ensamblar-se, per a formar el que els investigadors batejaren com a «superbot». Després van col·locar el superbot sobre una capa cultivada de teixit neural danyat, i tres dies després les neurones s'havien regenerat completament.
| «                 | Hem demostrat que els antrobots poden moure's a través d'un full de cèl·lules nervioses humanes danyades i reparar els nervis en el transcurs de tres dies. | » |
| — Gizem Gumuskaya | |   |

Els antrobots han demostrat posseir més capacitats que les observades als xenobots, versalilitat que obri vies per a una exploració addicional dels seus mecanismes de curació.
| «               | Els conjunts cel·lulars que construïm al laboratori poden tenir capacitats que van més enllà del que fan al cos. | » |
| — Michael Levin | |   |

Els investigadors van poder reiniciar les cèl·lules humanes de la tràquea, al reprogramar les interaccions entre elles, i trobaren formes de crear noves tasques i estructures multicel·lulars, afirma Gumuskaya en un comunicat.
| «               | En el futur, potser podrem agafar les cèl·lules pròpies d'una persona i utilitzar estímuls dissenyats amb precisió per aconseguir que adopten les formes i els comportaments desitjats. | » |
| — Michael Levin | |   |

Segons els investigadors, els antrobots podrien fer-se servir com a eina terapèutica, en tasques com la neteja de l'acumulació de placa en pacients amb ateroesclerosi, la reparació del dany de la medul·la espinal o els nervis de la retina, en el reconeixement de bacteris o cèl·lules canceroses o lliurament de medicaments dirigits; i a futur, engrandir la medicina regenerativa i personalitzada, que conduiria a avanços revolucionaris, fent possible fins i tot, la regeneració d'extremitats o el cervell, com afirma Levin.
La comprensió de les capacitats d'aquests col·lectius cel·lulars pot establir les bases no només del control dels robots individuals, sinó també de la medicina regenerativa, cosa que podria conduir a avanços revolucionaris, fent possible fins i tot, la regeneració d'extremitats o el cervell, com assevera Levin.
Els avantatges d'utilitzar cèl·lules humanes inclouen minimitzar el risc de respostes immunitàries i evitar l'ús d'immunosupressors, ja que els robots es poden construir a partir de cèl·lules pròpies del pacient. A més, els antrobots tenen una vida útil limitada d'unes poques setmanes, cosa que garanteix que es puguen reabsorbir fàcilment al cos després de completar les seves tasques.
A més, fora del cos, els antrobots només poden sobreviure en condicions de laboratori molt específiques, entre 45 i 60 dies, abans de biodegradar-se de forma natural, i no hi ha risc d'exposició o propagació involuntària fora del laboratori. Així mateix, no es reprodueixen ni tenen modificacions, addicions o supressions genètiques.